# Sainte-Valière
Sainte-Valière  (en occitan Santa-Valièra) est une commune française située dans le nord-est du département de l'Aude en région Occitanie.
Sur le plan historique et culturel, la commune fait partie du Minervois, un pays de basses collines qui s'étend du Cabardès, à l'ouest, au Biterrois à l'est, et de la Montagne Noire, au nord, jusqu'au fleuve Aude au sud. Exposée à un climat méditerranéen, elle est drainée par le ruisseau Maire et par divers autres petits cours d'eau.
Sainte-Valière est une commune rurale qui compte 524 habitants en 2022, après avoir connu une forte hausse de la population depuis 1975. Elle fait partie de l'aire d'attraction de Narbonne. Ses habitants sont appelés les Saint-Valiérois ou  Saint-Valiéroises.

## Géographie
Commune située dans l'aire urbaine de Narbonne en Minervois au nord-ouest de Narbonne.

### Communes limitrophes
Les communes limitrophes sont  Bize-Minervois, Ginestas, Mailhac, Paraza, Pouzols-Minervois et Ventenac-en-Minervois.
Sainte-Valière est limitrophe de six autres communes.
|                   | Mailhac               | Bize-Minervois |
| Pouzols-Minervois | Sainte-Valière        | Ginestas       |
| Paraza            | Ventenac-en-Minervois |                |

### Géologie et relief
La superficie de la commune est de 639 hectares ; son altitude varie de 28  à   115 mètres.

### Voies de communication et transports
Accès avec la ligne 19 des Autobus de Narbonne, et la route départementale D 5.

### Hydrographie

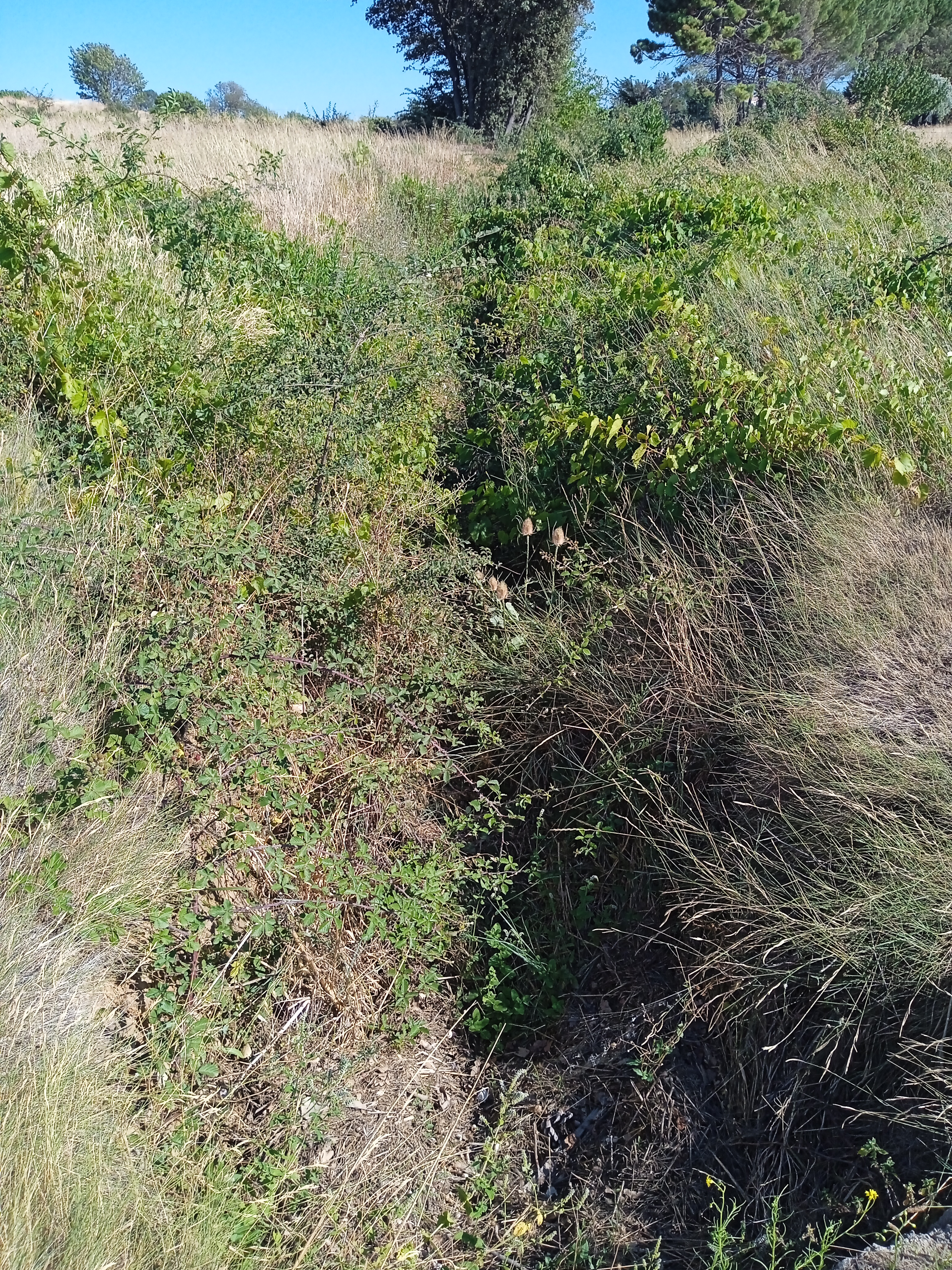
Ruisseau des Andouares.

La commune est dans la région hydrographique « Côtiers méditerranéens », au sein du bassin hydrographique Rhône-Méditerranée-Corse. Elle est drainée par le ruisseau Maire, le ruisseau de la Joncasse, le ruisseau de l'Olive, le ruisseau des Andouares et le ruisseau des Broutières, qui constituent un réseau hydrographique de 7 km de longueur totale,.

### Climat
Pour des articles plus généraux, voir Climat de l'Occitanie et Climat de l'Aude.
En 2010, le climat de la commune est de type climat méditerranéen franc, selon une étude s'appuyant sur une série de données couvrant la période 1971-2000. En 2020, Météo-France publie une typologie des climats de la France métropolitaine dans laquelle la commune est exposée à un climat méditerranéen et est dans la région climatique Provence, Languedoc-Roussillon, caractérisée par une pluviométrie faible en été, un très bon ensoleillement (2 600 h/an), un été chaud (21,5 °C), un air très sec en été, sec en toutes saisons, des vents forts (fréquence de 40 à 50 % de vents > 5 m/s) et peu de brouillards.
Pour la période 1971-2000, la température annuelle moyenne est de 14,6 °C, avec  une amplitude thermique annuelle de 16 °C. Le cumul annuel moyen de précipitations est de 582 mm, avec 6,6 jours de précipitations en janvier et 2,7 jours en juillet. Pour la période 1991-2020 la température moyenne annuelle observée sur la station météorologique la plus proche, située sur la commune d'Argeliers à 8 km à vol d'oiseau, est de 15,8 °C et le cumul annuel moyen de précipitations est de 624,7 mm,. Pour l'avenir, les paramètres climatiques de la commune estimés pour 2050 selon différents scénarios d’émission de gaz à effet de serre sont consultables sur un site dédié publié par Météo-France en novembre 2022.

### Milieux naturels et biodiversité
Aucun espace naturel présentant un intérêt patrimonial n'est recensé sur la commune dans l'inventaire national du patrimoine naturel,,.

## Urbanisme

### Typologie
Au 1er janvier 2024, Sainte-Valière est catégorisée commune rurale à habitat dispersé, selon la nouvelle grille communale de densité à 7 niveaux définie par l'Insee en 2022.
Elle est située hors unité urbaine. Par ailleurs la commune fait partie de l'aire d'attraction de Narbonne, dont elle est une commune de la couronne,. Cette aire, qui regroupe 71 communes, est catégorisée dans les aires de 50 000 à moins de 200 000 habitants,.

### Occupation des sols
L'occupation des sols de la commune, telle qu'elle ressort de la base de données européenne d’occupation biophysique des sols Corine Land Cover (CLC), est marquée par l'importance des territoires agricoles (94,5 % en 2018), en diminution par rapport à 1990 (95,5 %). La répartition détaillée en 2018 est la suivante : 
cultures permanentes (80,6 %), zones agricoles hétérogènes (13,9 %), zones urbanisées (5,4 %), forêts (0,1 %). L'évolution de l’occupation des sols de la commune et de ses infrastructures peut être observée sur les différentes représentations cartographiques du territoire : la carte de Cassini (XVIIIe siècle), la carte d'état-major (1820-1866) et les cartes ou photos aériennes de l'IGN pour la période actuelle (1950 à aujourd'hui).

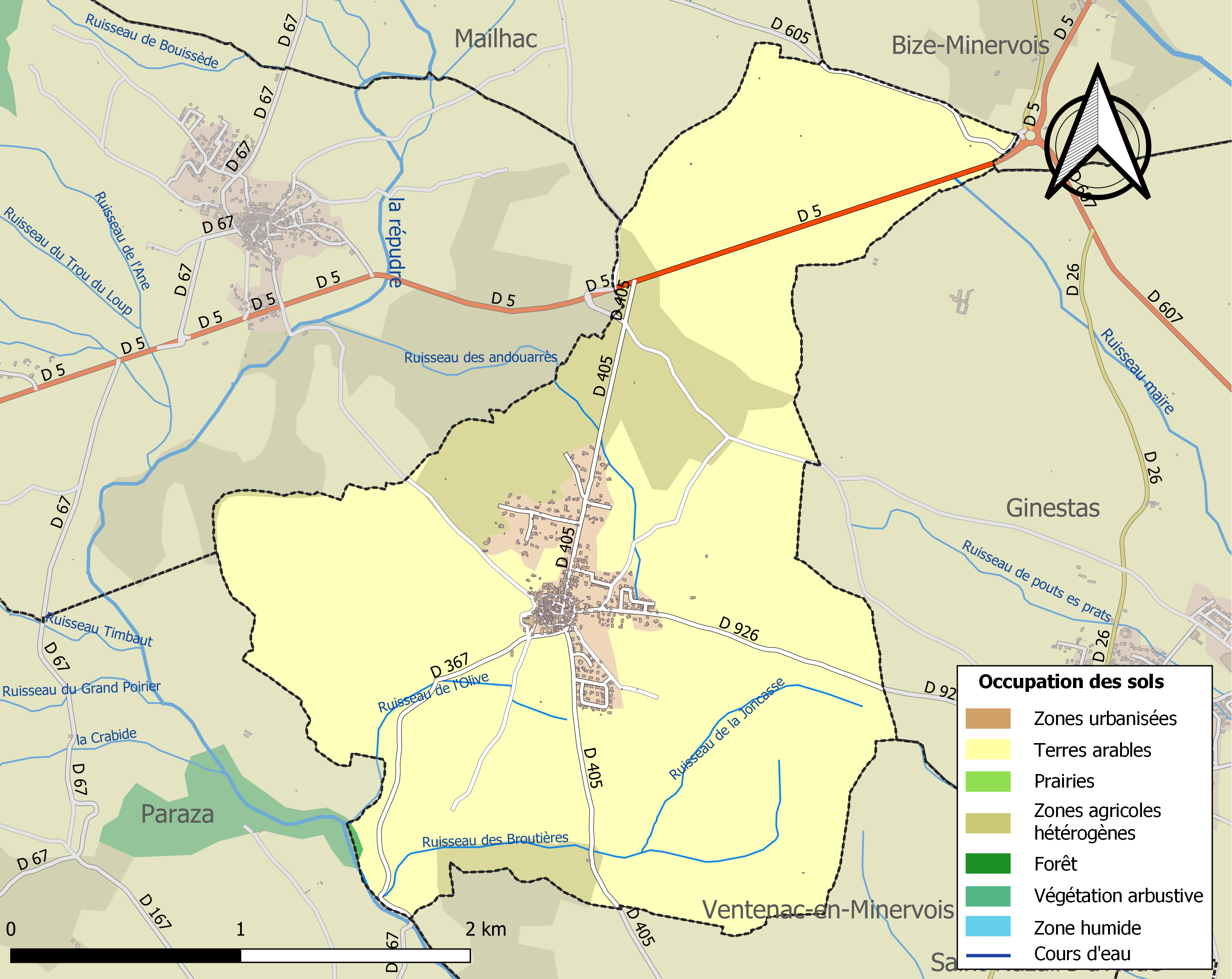
Carte des infrastructures et de l'occupation des sols de la commune en 2018 (CLC).

### Risques majeurs
Le territoire de la commune de Sainte-Valière est vulnérable à différents aléas naturels : météorologiques (tempête, orage, neige, grand froid, canicule ou sécheresse), feux de forêts et séisme (sismicité faible). Il est également exposé à un risque technologique,  le transport de matières dangereuses. Un site publié par le BRGM permet d'évaluer simplement et rapidement les risques d'un bien localisé soit par son adresse soit par le numéro de sa parcelle.

#### Risques naturels

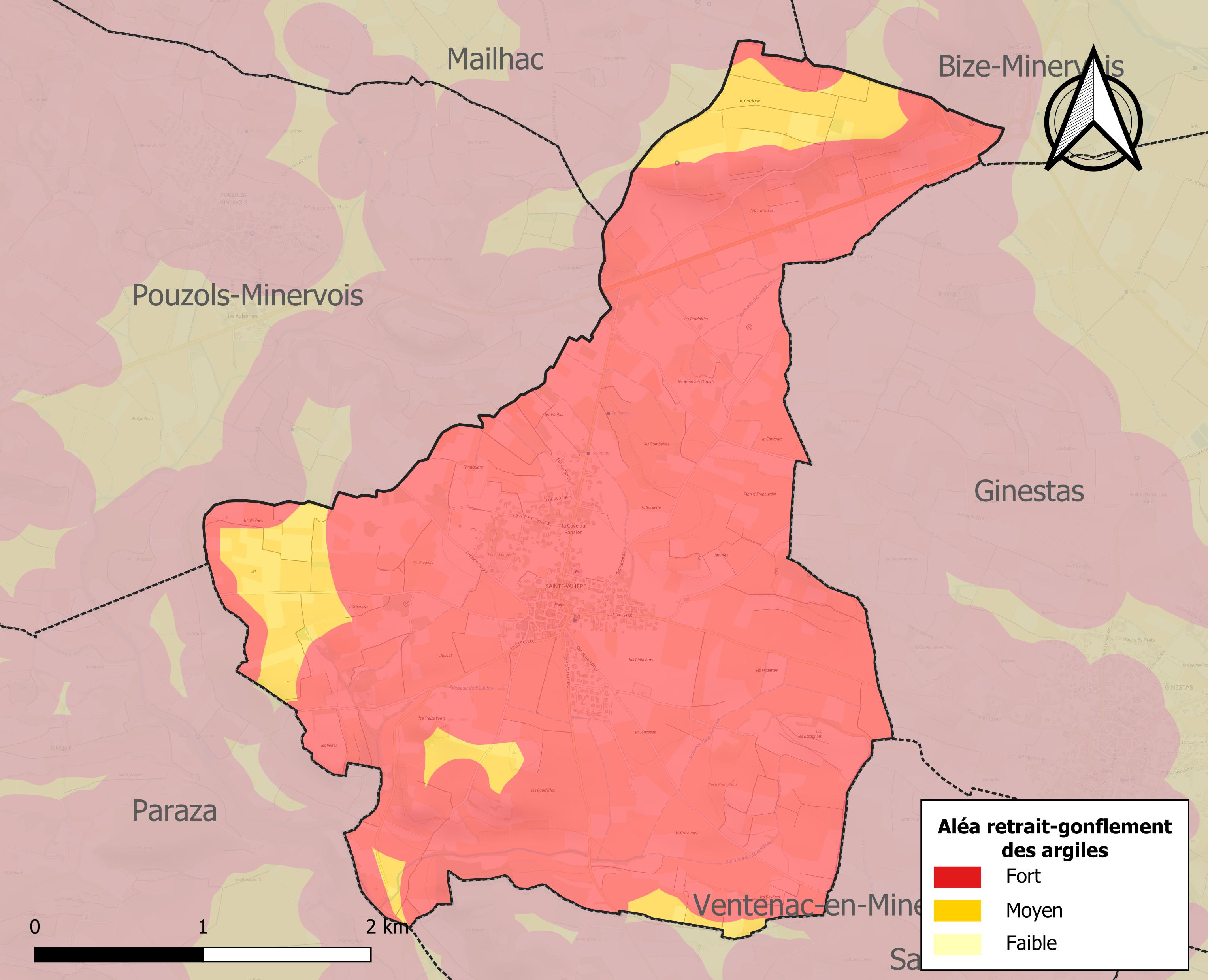
Carte des zones d'aléa retrait-gonflement des sols argileux de Sainte-Valière.

Le retrait-gonflement des sols argileux est susceptible d'engendrer des dommages importants aux bâtiments en cas d’alternance de périodes de sécheresse et de pluie. La totalité de la commune est en aléa moyen ou fort (75,2 % au niveau départemental et 48,5 % au niveau national). Sur les 351 bâtiments dénombrés sur la commune en 2019, 351 sont en aléa moyen ou fort, soit 100 %, à comparer aux 94 % au niveau départemental et 54 % au niveau national. Une cartographie de l'exposition du territoire national au retrait gonflement des sols argileux est disponible sur le site du BRGM,.

#### Risques technologiques
Le risque de transport de matières dangereuses sur la commune est lié à sa traversée par une route à fort trafic. Un accident se produisant sur une telle infrastructure est en effet susceptible d’avoir des effets graves au bâti ou aux personnes jusqu’à 350 m, selon la nature du matériau transporté. Des dispositions d’urbanisme peuvent être préconisées en conséquence.

## Histoire
Au cours de la Révolution française, la commune porte provisoirement le nom de Mont-Floréal.

### Archéologie
En septembre 1962, cinq pierres sculptées en grès local sont découvertes dans une vigne dans le secteur des Combettes. Elles sont les vestiges des bases d'une colonnade d'un bâtiment gallo-romain. Ces socles servaient de fondation à des colonnes et étaient espacés l'un l'autre de 2,50 m. En janvier 2021, deux des bases sont récupérées et placées à l'entrée du village.

### Le château
Les rues du village permettent de retracer, bien qu'hypothétiquement, l'emplacement du château mais son organisation interne reste inconnue. L'enceinte comportait vraisemblablement deux entrées. Au XIVe siècle, le château devient un fort. Une importante demeure dite « le château », dénommée ainsi jusqu'au XIXe siècle, est sans doute l'habitat du seigneur. Après le XIXe, le faubourg se crée autour du fossé communal.
L'abbaye de Fontfroide contrôle le village dès février 1257. Il est inféodé de l'abbaye de Fontfroide en 1683 vendu alors au bailli Pierre Bousquet habitant à Sainte-Valière par l'abbé commendataire de Fontfroide. Silvestre Viguié de Sanis est un des derniers seigneurs relevé. Le clocher communal est établi sur le fort à la fin du XIXe siècle.

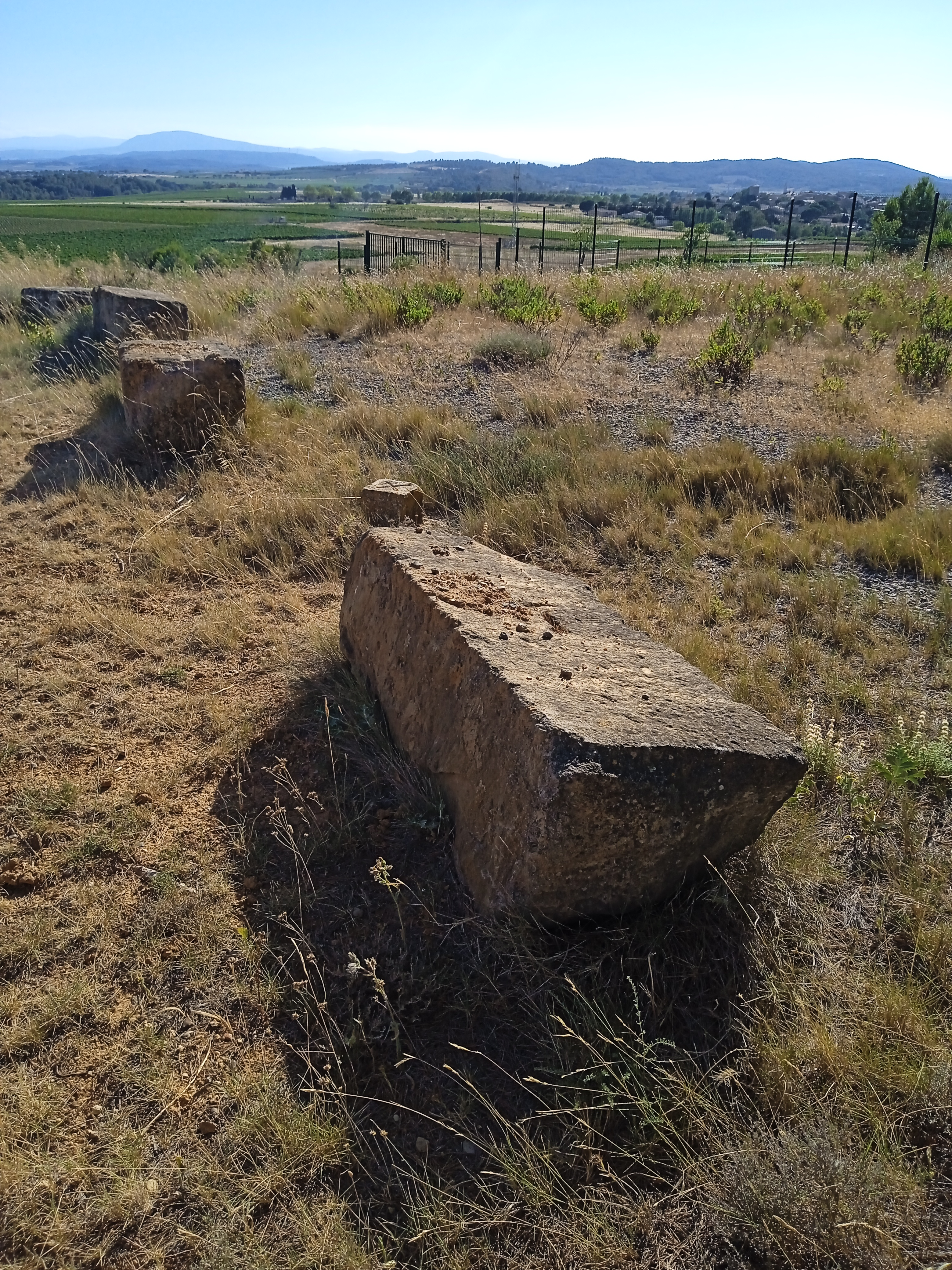
Vestiges archéologiques sur le secteur de La Bade à Sainte-Valière découverts durant la construction du château d'eau.
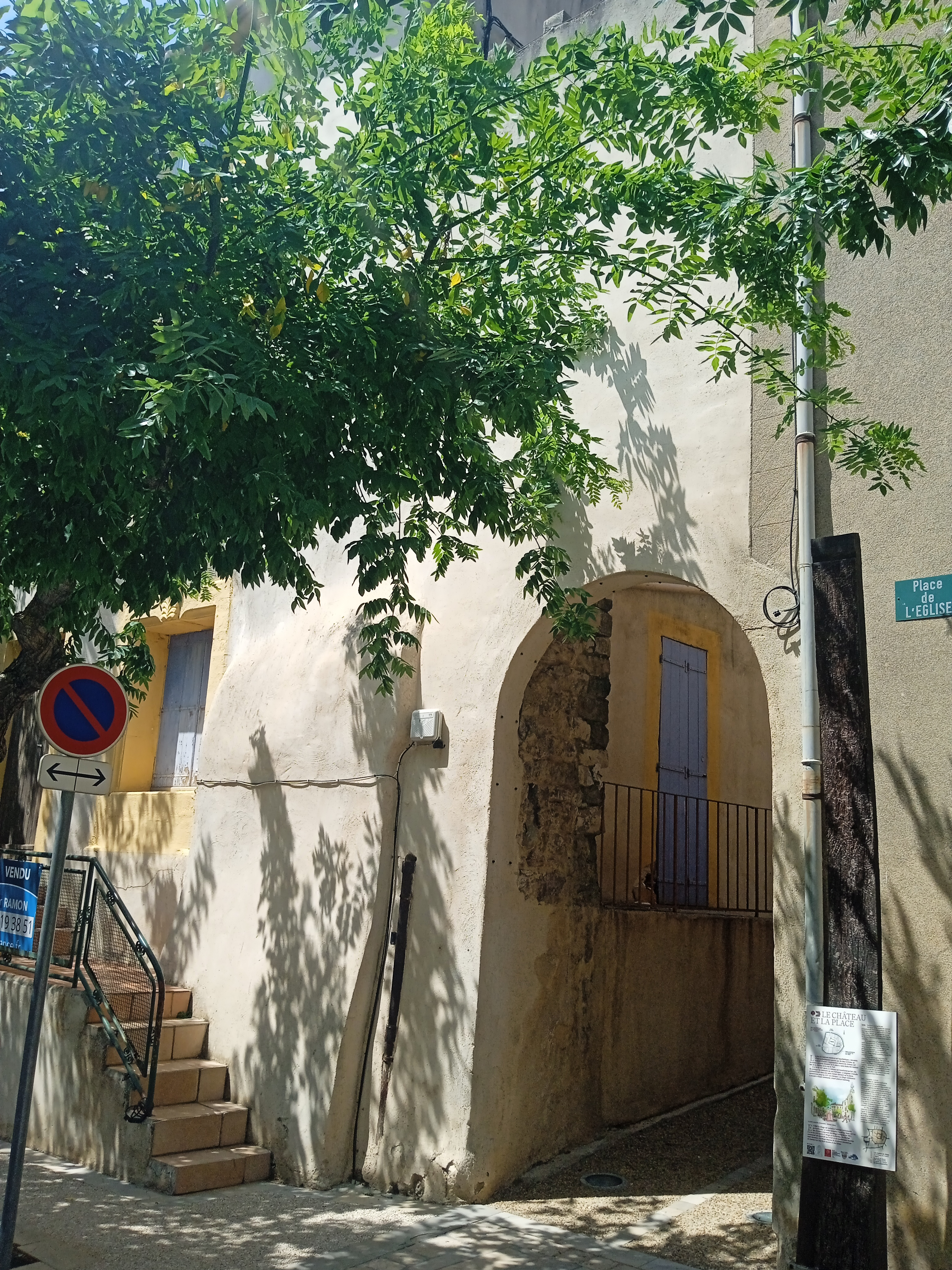
Porte correspondant à une des entrées de l'enceinte du fort.
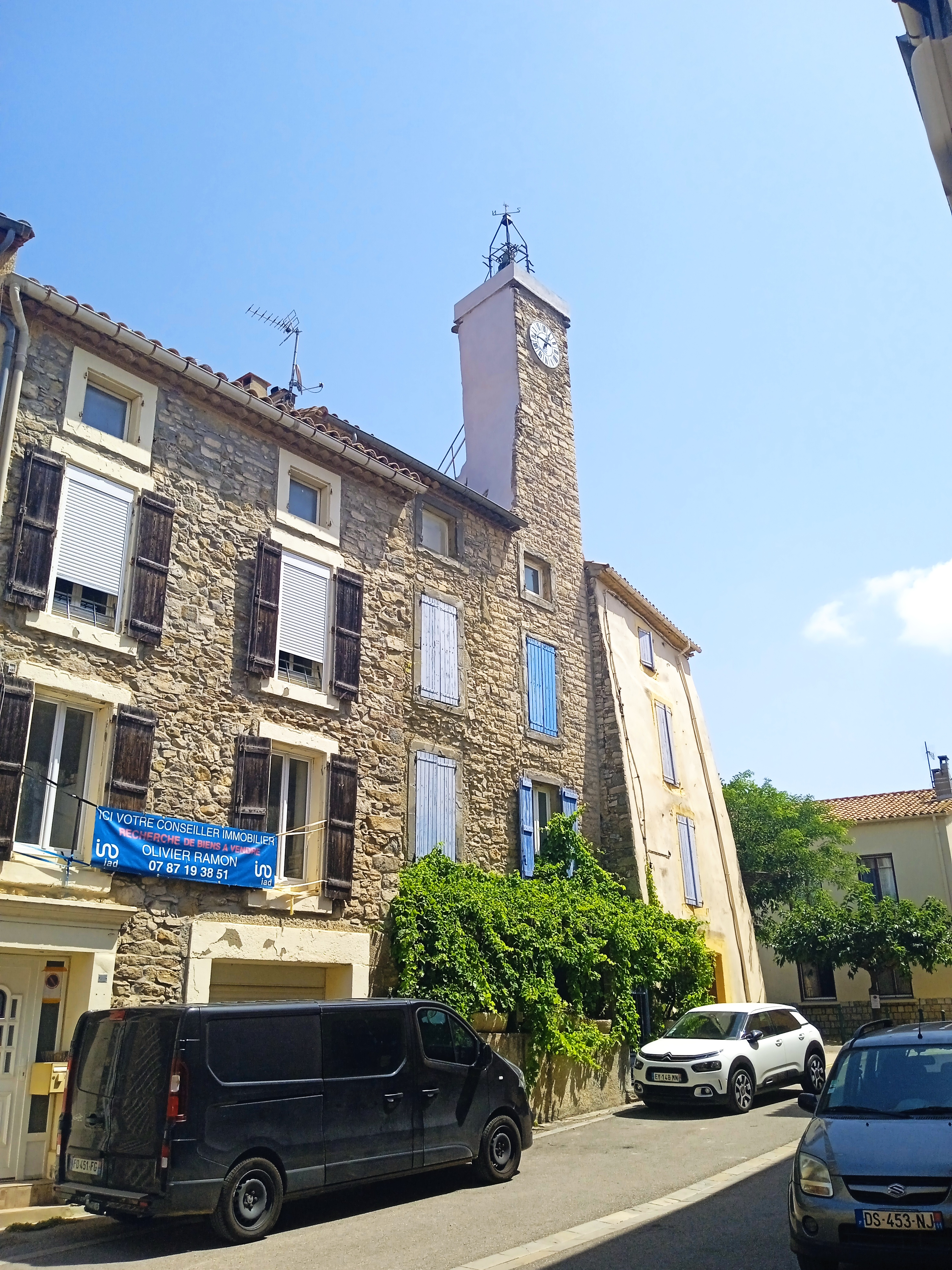
Le clocher datant de la fin du XIXe siècle.
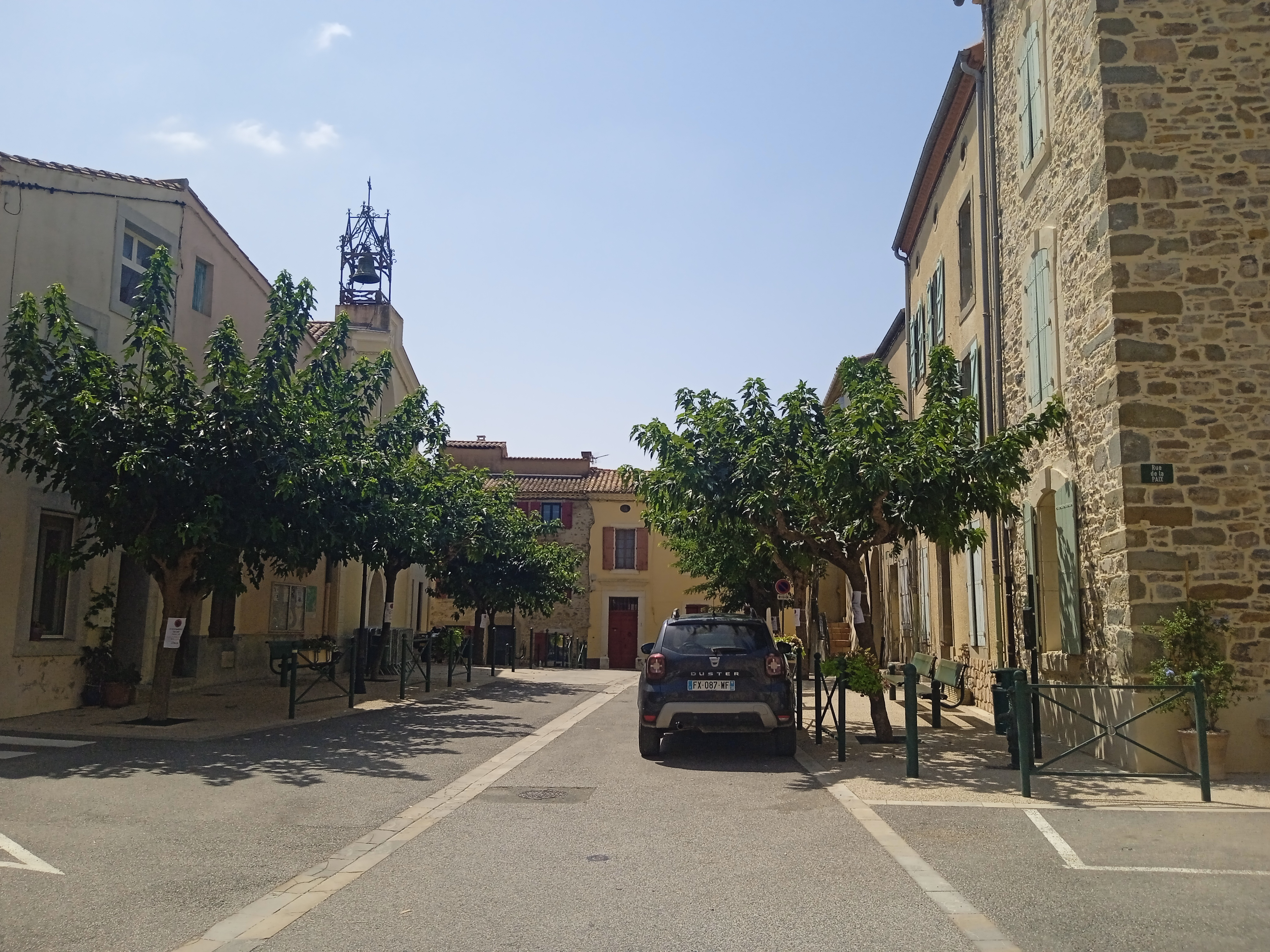
Place centrale du village.
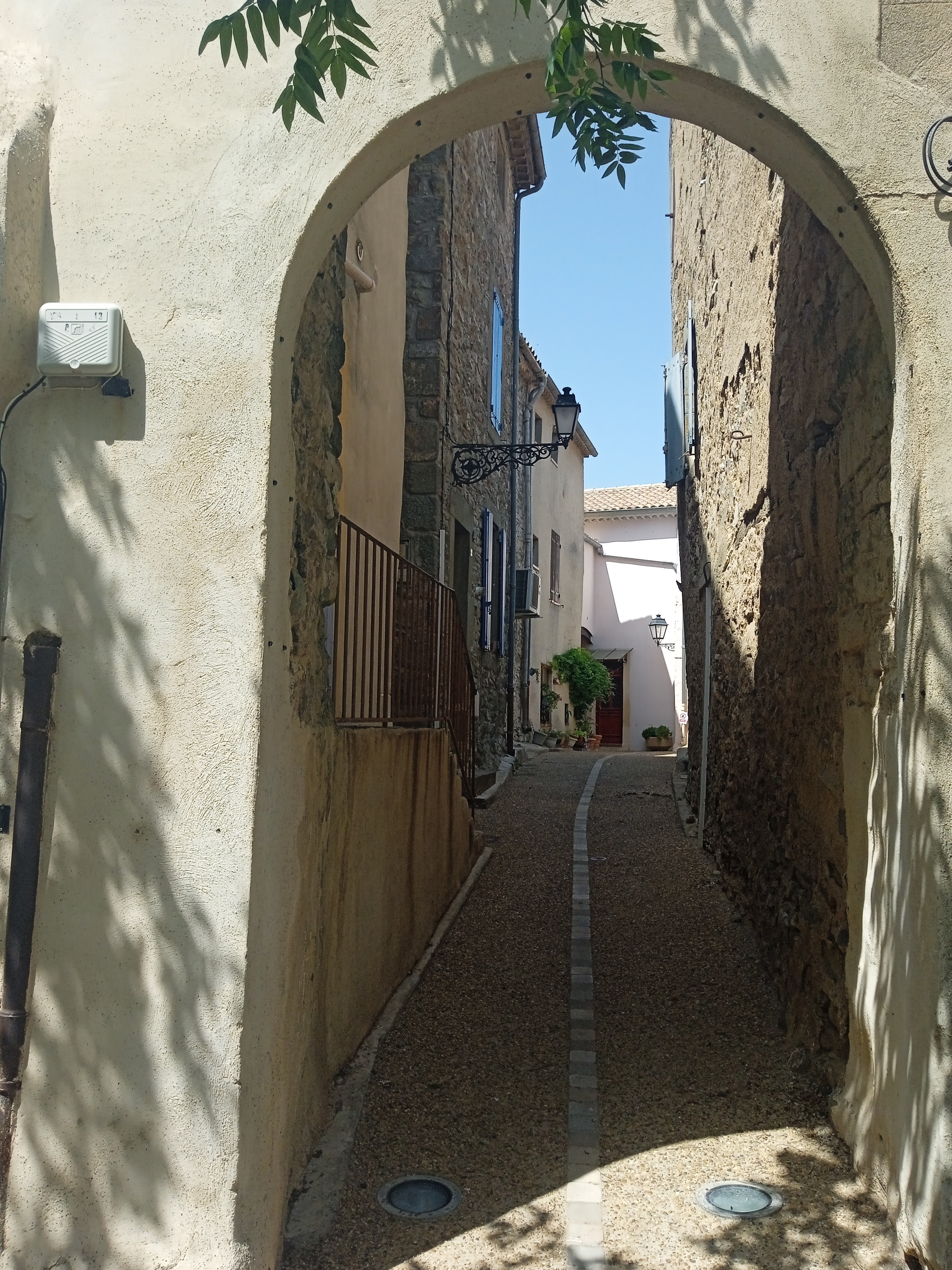
Rue du centre de Sainte-Valière.

### La cave coopérative
Elle porte le nom du lieu-dit « Les Treize-vents » dont elle occupe l'emplacement et a été fondée en 1938. Elle fonctionne jusqu'en 2010. Depuis cette date, les vignerons apportent leurs récoltes à la cave coopérative de Pouzols-Minervois. Pour soutenir l'emploi et l'entreprenariat, elle est depuis transformée en tiers-lieu. 

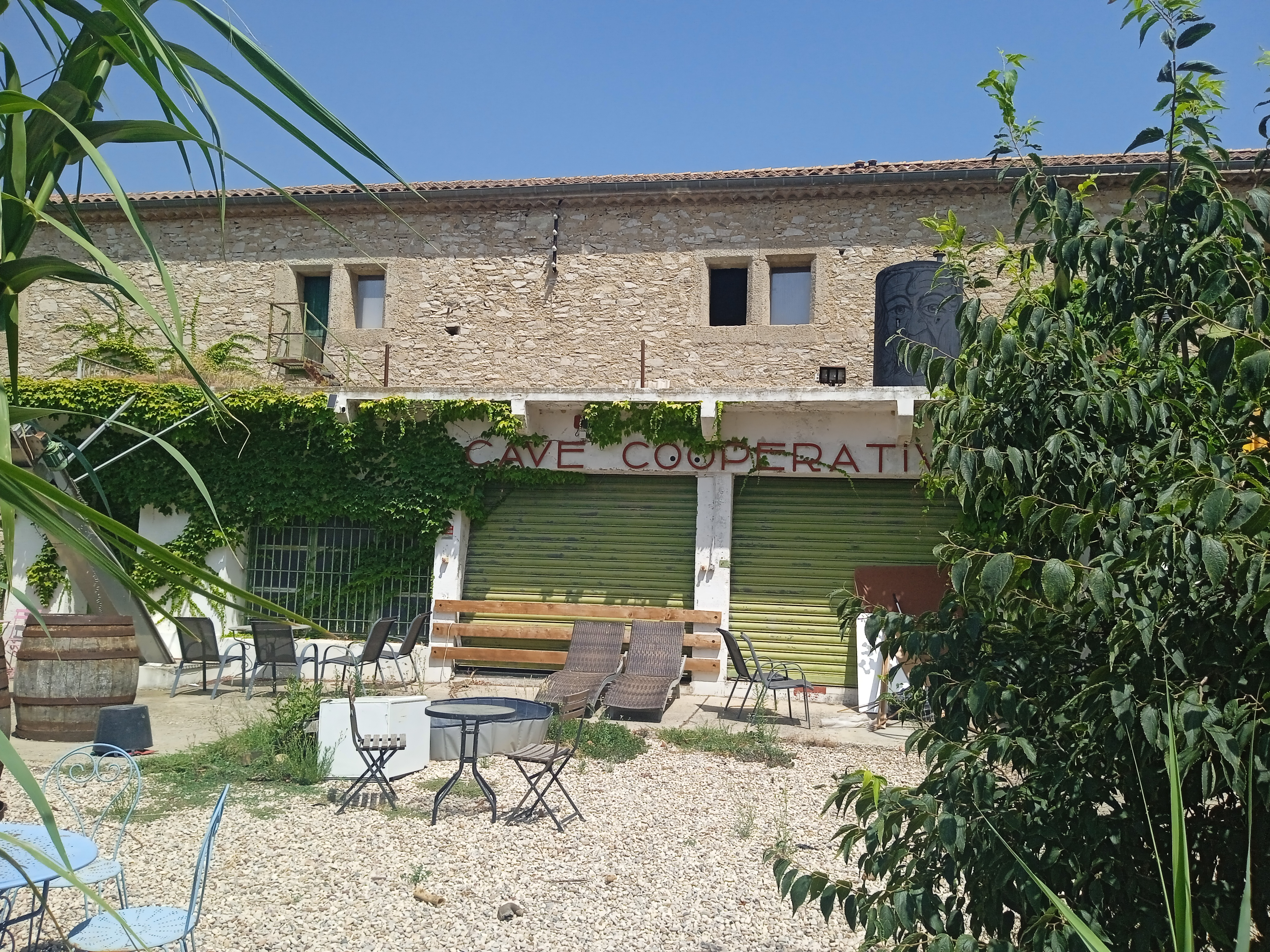
Cave coopérative de Sainte-Valière.
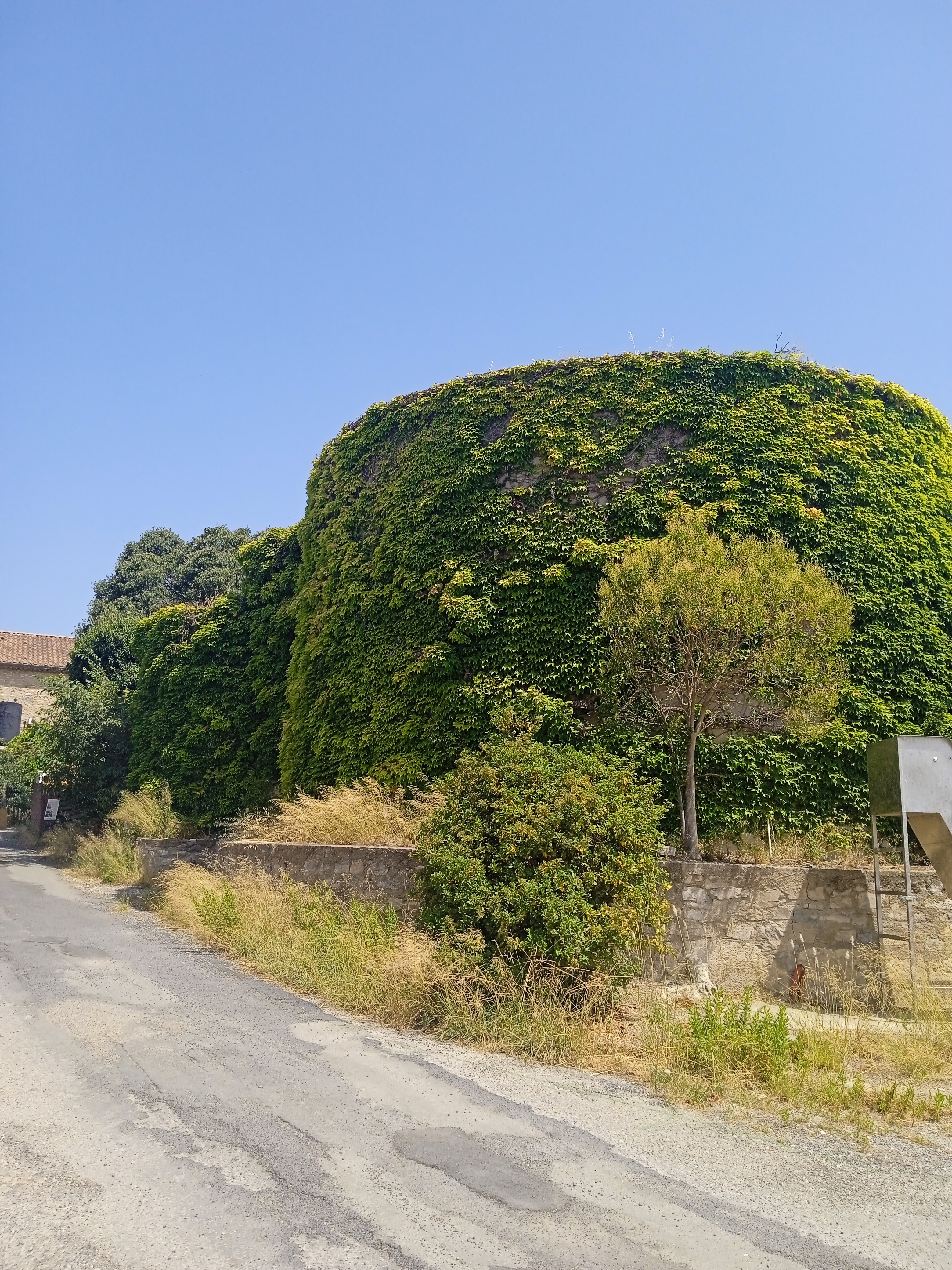
Anciennes cuves de la cave.
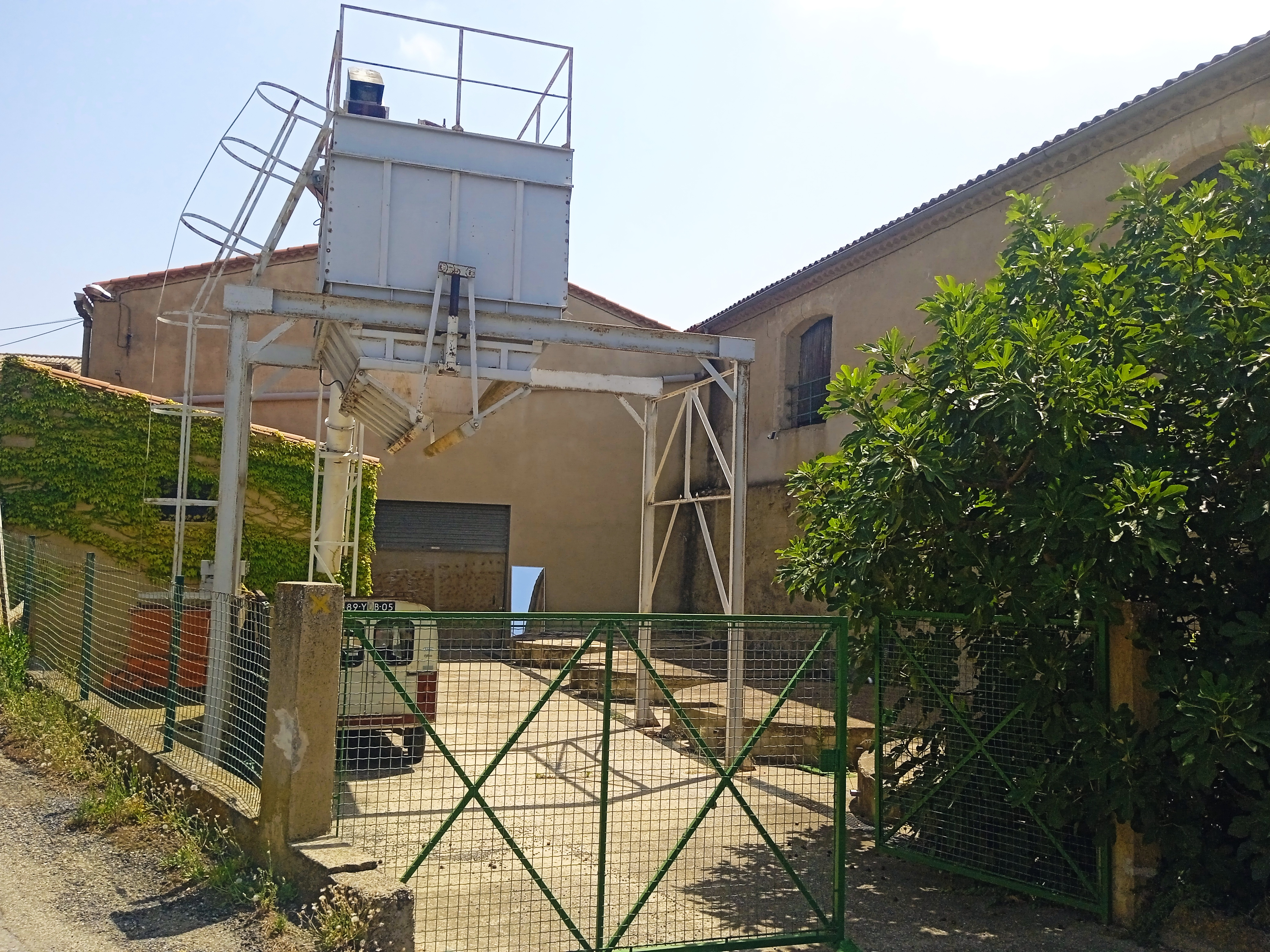
Infrastructures restantes de l'ancienne cave coopérative de Sainte-Valière.

## Politique et administration

### Administration municipale
Le nombre d'habitants au recensement de 2011 étant compris entre 500 et 1 499 habitants, le nombre de membres du conseil municipal pour l'élection de 2014 est de quinze,.

### Rattachements administratifs et électoraux
Commune faisant partie du Grand Narbonne et du canton du Sud-Minervois (avant le redécoupage départemental de 2014, Sainte-Valière faisait partie de l'ex-canton de Ginestas).

### Liste des maires

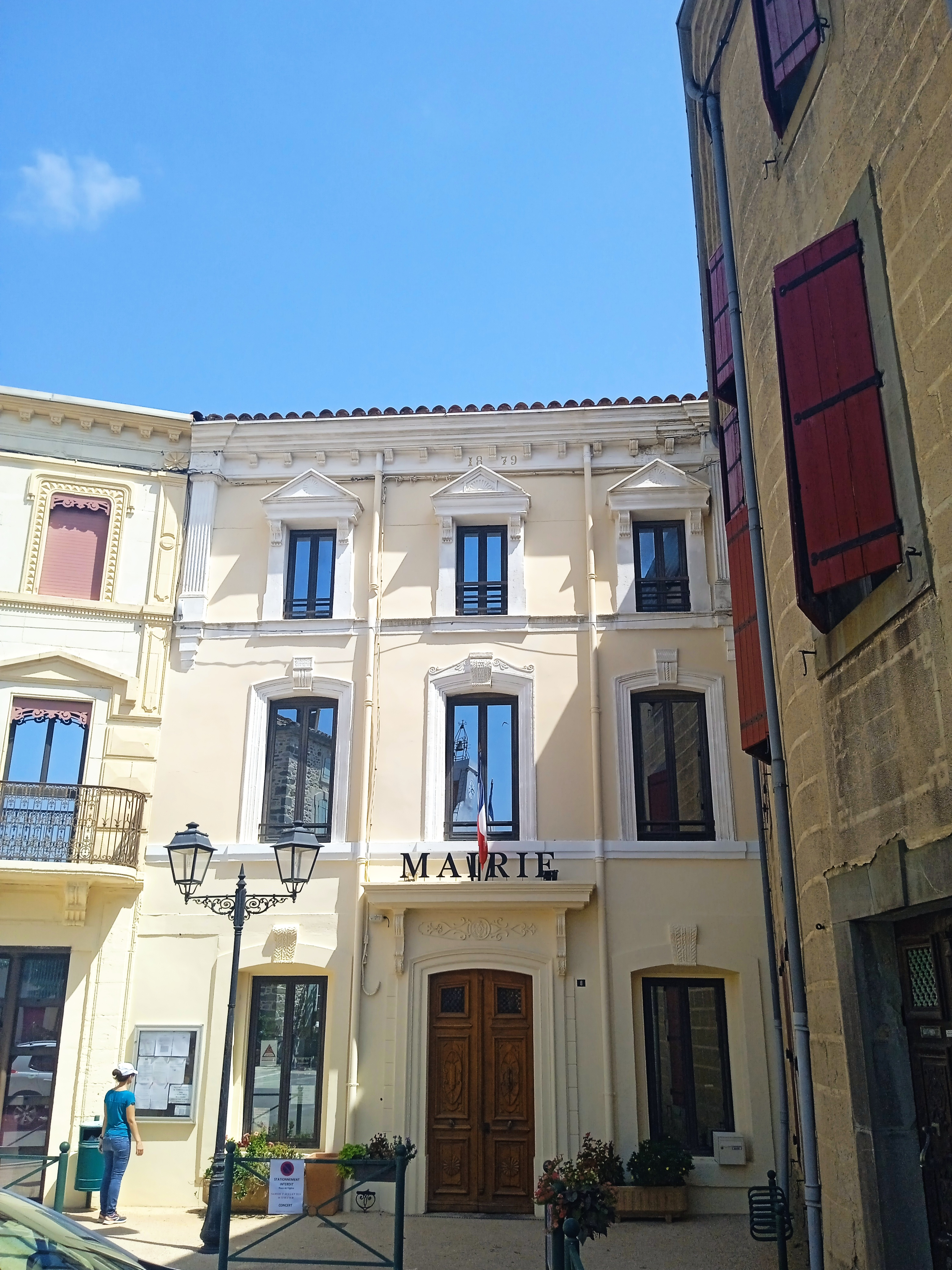
Mairie de Sainte-Valière.

| Période                                  | Période                   | Identité                   | Étiquette | Qualité                                                                          |
| ---------------------------------------- | ------------------------- | -------------------------- | --------- | -------------------------------------------------------------------------------- |
| 1961                                     | mars 1989                 | André Roger (1928-2018)    |           |                                                                                  |
| mars 1989                                | mars 2001                 | Jean Palancade (1932-2017) | PS        | Viticulteur Conseiller général du canton de Ginestas (1984 → 2003) Réélu en 1995 |
| mars 2001                                | mars 2008                 | Pierre Gély                | PS        |                                                                                  |
| mars 2008                                | En cours (au 30 mai 2020) | Viviane Durand (1952- )    |           | Institutrice retraitée Réélue en 2014 et 2020                                    |
| Les données manquantes sont à compléter. |                           |                            |           |                                                                                  |

## Population et société

### Démographie
L'évolution du nombre d'habitants est connue à travers les recensements de la population effectués dans la commune depuis 1793. Pour les communes de moins de 10 000 habitants, une enquête de recensement portant sur toute la population est réalisée tous les cinq ans, les populations de référence des années intermédiaires étant quant à elles estimées par interpolation ou extrapolation. Pour la commune, le premier recensement exhaustif entrant dans le cadre du nouveau dispositif a été réalisé en 2004.

En 2022, la commune comptait 524 habitants, en évolution de −9,03 % par rapport à 2016 (Aude : +2,65 %, France hors Mayotte : +2,11 %).
| 1793 | 1800 | 1806 | 1821 | 1831 | 1836 | 1846 | 1851 | 1856 |
| ---- | ---- | ---- | ---- | ---- | ---- | ---- | ---- | ---- |
| 318  | 321  | 327  | 334  | 363  | 363  | 355  | 323  | 322  |

| 1861 | 1866 | 1872 | 1876 | 1881 | 1886 | 1891 | 1896 | 1901 |
| ---- | ---- | ---- | ---- | ---- | ---- | ---- | ---- | ---- |
| 335  | 385  | 411  | 457  | 546  | 486  | 482  | 470  | 486  |

| 1906 | 1911 | 1921 | 1926 | 1931 | 1936 | 1946 | 1954 | 1962 |
| ---- | ---- | ---- | ---- | ---- | ---- | ---- | ---- | ---- |
| 505  | 472  | 472  | 496  | 467  | 435  | 361  | 371  | 424  |

| 1968 | 1975 | 1982 | 1990 | 1999 | 2004 | 2006 | 2009 | 2014 |
| ---- | ---- | ---- | ---- | ---- | ---- | ---- | ---- | ---- |
| 377  | 292  | 324  | 392  | 392  | 506  | 535  | 548  | 573  |

| 2019 | 2022 | - | - | - | - | - | - | - |
| ---- | ---- | - | - | - | - | - | - | - |
| 537  | 524  | - | - | - | - | - | - | - |

| selon la population municipale des années : | 1968 | 1975 | 1982 | 1990 | 1999 | 2006 | 2009 | 2013 |
| Rang de la commune dans le département      | 132  | 133  | 146  | 130  | 146  | 119  | 121  | 121  |
| Nombre de communes du département           | 439  | 436  | 435  | 437  | 438  | 438  | 438  | 438  |

## Économie

### Revenus
En 2018  (données Insee publiées en septembre 2021), la commune compte 228 ménages fiscaux, regroupant 508 personnes. La médiane du revenu disponible par unité de consommation est de 19 050 € (19 240 € dans le département).

### Emploi
| Division       | 2008   | 2013   | 2018   |
| -------------- | ------ | ------ | ------ |
| Commune        | 7,4 %  | 15,5 % | 11 %   |
| Département    | 10,2 % | 12,8 % | 12,6 % |
| France entière | 8,3 %  | 10 %   | 10 %   |

En 2018, la population âgée de 15 à 64 ans s'élève à 325 personnes, parmi lesquelles on compte 75,7 % d'actifs (64,7 % ayant un emploi et 11 % de chômeurs) et 24,3 % d'inactifs,. En  2018, le taux de chômage communal (au sens du recensement) des 15-64 ans est inférieur à celui du département, mais supérieur à celui de la France, alors qu'en 2008 il était inférieur à celui de la France.
La commune fait partie de la couronne de l'aire d'attraction de Narbonne, du fait qu'au moins 15 % des actifs travaillent dans le pôle,. Elle compte 47 emplois en 2018, contre 67 en 2013 et 60 en 2008. Le nombre d'actifs ayant un emploi résidant dans la commune est de 214, soit un indicateur de concentration d'emploi de 21,9 % et un taux d'activité parmi les 15 ans ou plus de 53,5 %.
Sur ces 214 actifs de 15 ans ou plus ayant un emploi, 38 travaillent dans la commune, soit 18 % des habitants. Pour se rendre au travail, 87,6 % des habitants utilisent un véhicule personnel ou de fonction à quatre roues, 1,4 % les transports en commun, 5,7 % s'y rendent en deux-roues, à vélo ou à pied et 5,3 % n'ont pas besoin de transport (travail au domicile).

### Activités hors agriculture

#### Secteurs d'activités
34 établissements sont implantés  à Sainte-Valière au 31 décembre 2019. Le tableau ci-dessous en détaille le nombre par secteur d'activité et compare les ratios avec ceux du département,.
| Secteur d'activité                                                                                        | Commune | Commune | Département |
| Secteur d'activité                                                                                        | Nombre  | %       | %           |
| --- | ------- | ------- | ----------- |
| Ensemble                                                                                                  | 34      |         |             |
| Industrie manufacturière, industries extractives et autres                                                | 1       | 2,9 %   | (8,8 %)     |
| Construction                                                                                              | 10      | 29,4 %  | (14 %)      |
| Commerce de gros et de détail, transports, hébergement et restauration                                    | 6       | 17,6 %  | (32,3 %)    |
| Activités financières et d'assurance                                                                      | 1       | 2,9 %   | (2,7 %)     |
| Activités immobilières                                                                                    | 1       | 2,9 %   | (5,2 %)     |
| Activités spécialisées, scientifiques et techniques et activités de services administratifs et de soutien | 6       | 17,6 %  | (13,3 %)    |
| Administration publique, enseignement, santé humaine et action sociale                                    | 3       | 8,8 %   | (13,2 %)    |
| Autres activités de services                                                                              | 6       | 17,6 %  | (8,8 %)     |

Le secteur de la construction est prépondérant sur la commune puisqu'il représente 29,4 % du nombre total d'établissements de la commune (10 sur les 34 entreprises implantées  à Sainte-Valière), contre 14 % au niveau départemental.

#### Entreprises
Les deux entreprises ayant leur siège social sur le territoire communal qui génèrent le plus de chiffre d'affaires en 2020 sont : 
- Societe Navidor, location et location-bail d'autres machines, équipements et biens matériels n.c.a. (137 k€) ;
- Sainte Valiere Polyservices - SVP, autres services personnels n.c.a. (10 k€).

Viticulture : Languedoc (AOC), Minervois (AOC).

### Agriculture
La commune est dans la « Région viticole » de l'Aude, une petite région agricole occupant une grande partie centrale du département, également dénommée localement « Corbeilles Minervois et Carcasses-Limouxin ». En 2020, l'orientation technico-économique de l'agriculture  sur la commune est la viticulture.
|               | 1988 | 2000 | 2010 | 2020 |
| ------------- | ---- | ---- | ---- | ---- |
| Exploitations | 53   | 54   | 35   | 31   |
| SAU (ha)      | 471  | 523  | 367  | 315  |

Le nombre d'exploitations agricoles en activité et ayant leur siège dans la commune est passé de 53 lors du recensement agricole de 1988  à 54 en 2000 puis à 35 en 2010 et enfin à 31 en 2020, soit une baisse de 42 % en 32 ans. Le même mouvement est observé à l'échelle du département qui a perdu pendant cette période 60 % de ses exploitations,. La surface agricole utilisée sur la commune a également diminué, passant de 471 ha en 1988 à 315 ha en 2020. Parallèlement la surface agricole utilisée moyenne par exploitation a augmenté, passant de 9 à 10 ha.

### Enseignement
Sainte-Valière fait partie de l'académie de Montpellier.

### Activités sportives
Chasse, pétanque,

### Écologie et recyclage
- Parc éolien de Sainte-Valière

## Culture locale et patrimoine

### Lieux et monuments
- Église Sainte-Valérie de Sainte-Valière

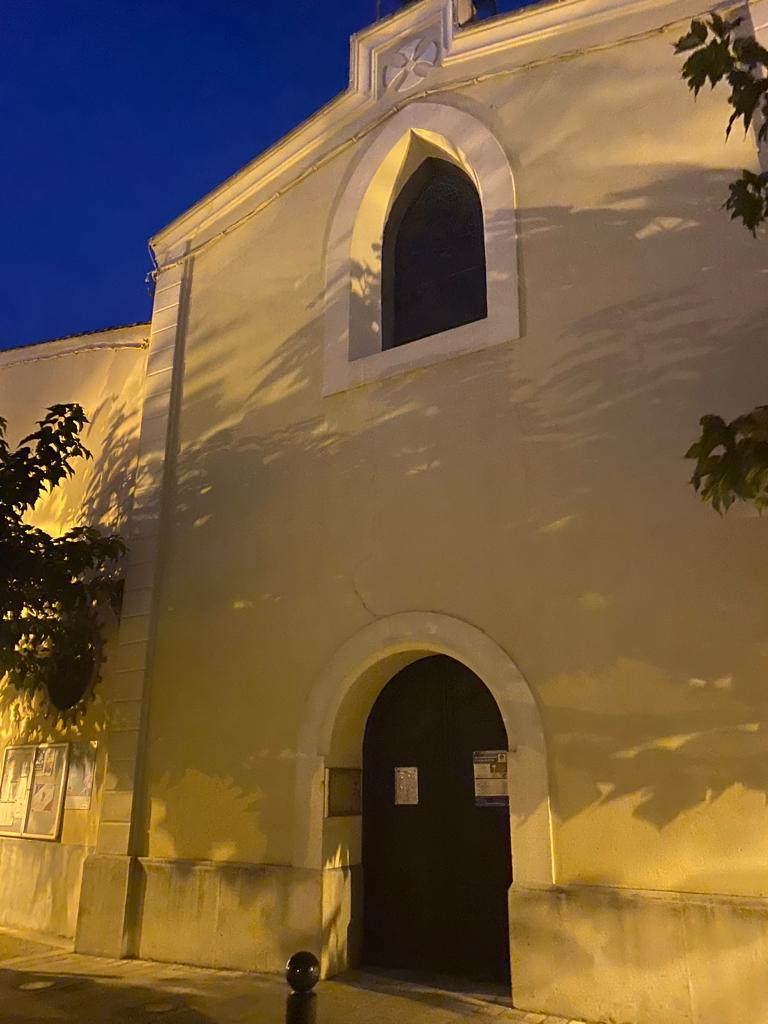
Église de Sainte-Valière.
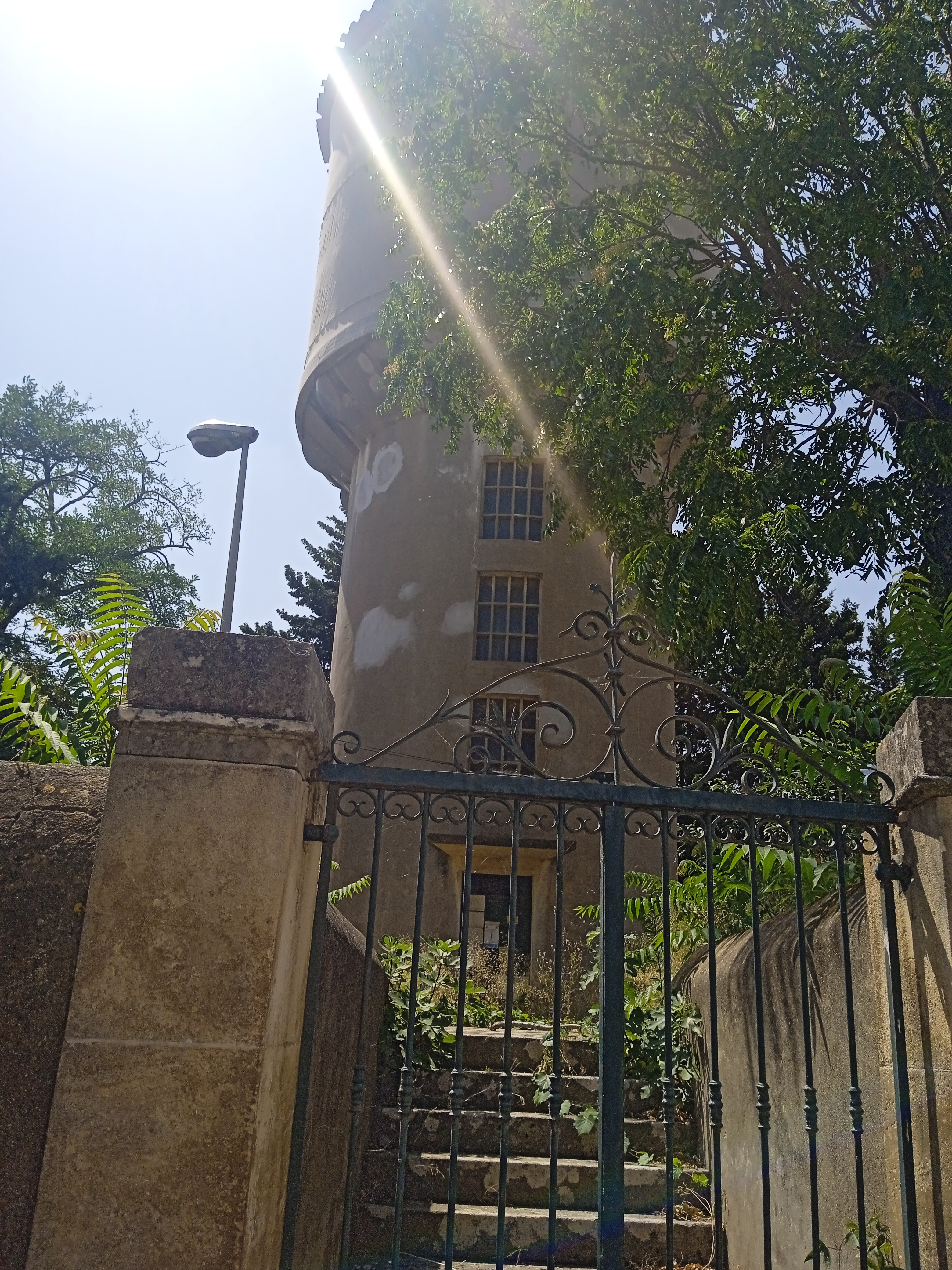
Ancien château d'eau de Sainte-Valière. Symbole de la commune, construit en 1963, son état étant jugé dangereux par l'effritement de la structure en béton, il est détruit en octobre 2024[46].
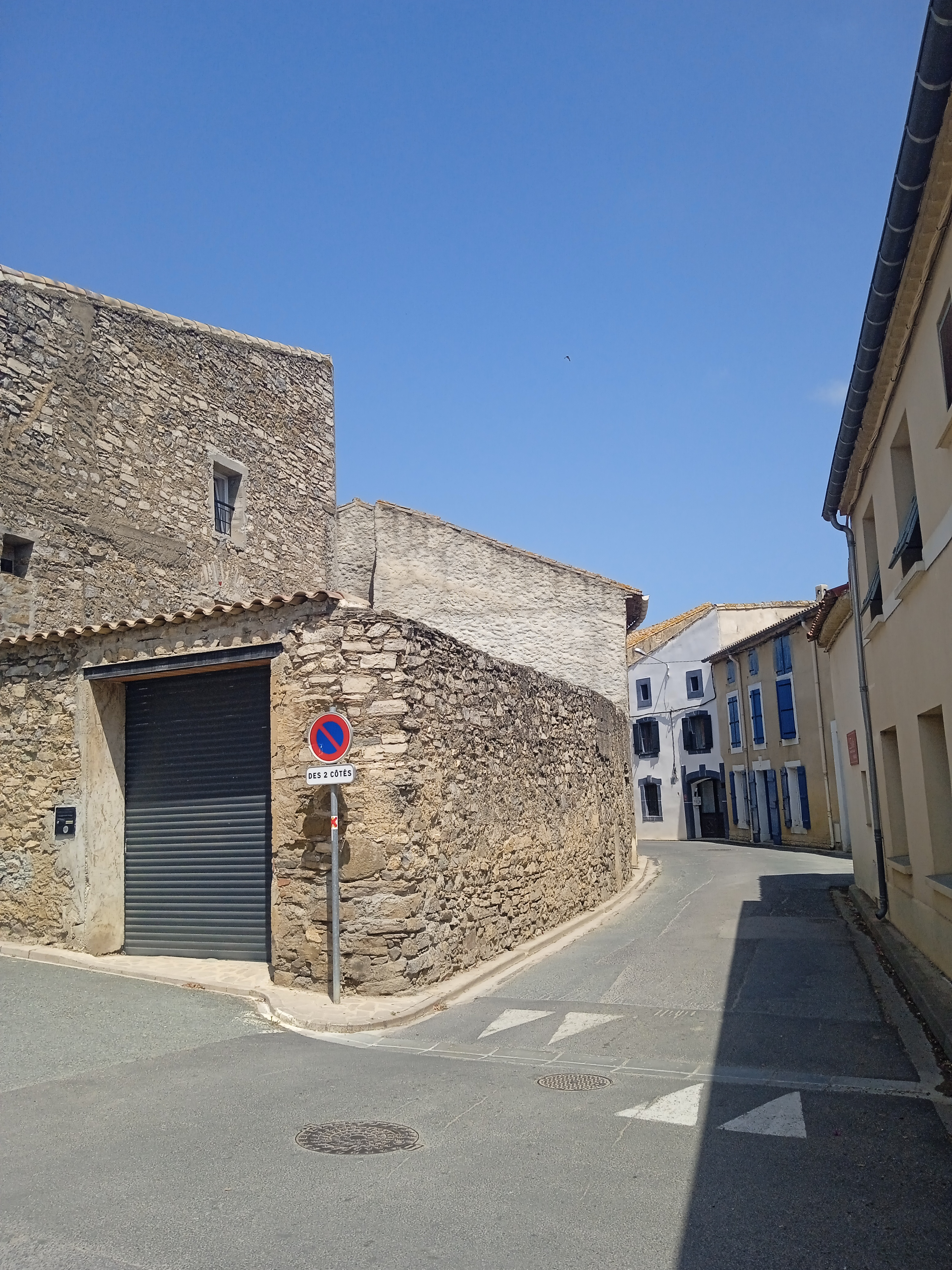
Une rue de Sainte-Valière.
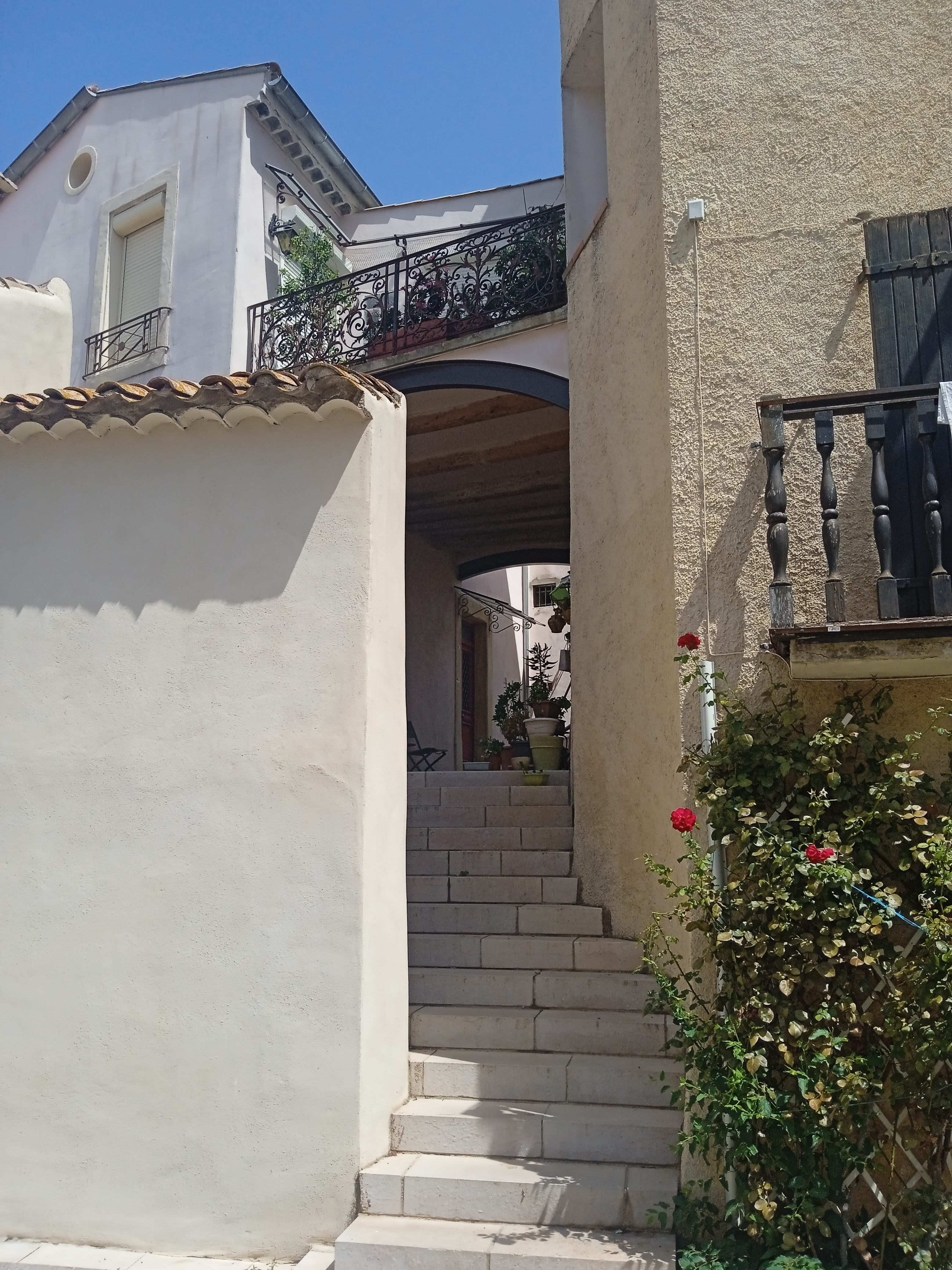
Rue de Sainte-Valière dans les anciens remparts.
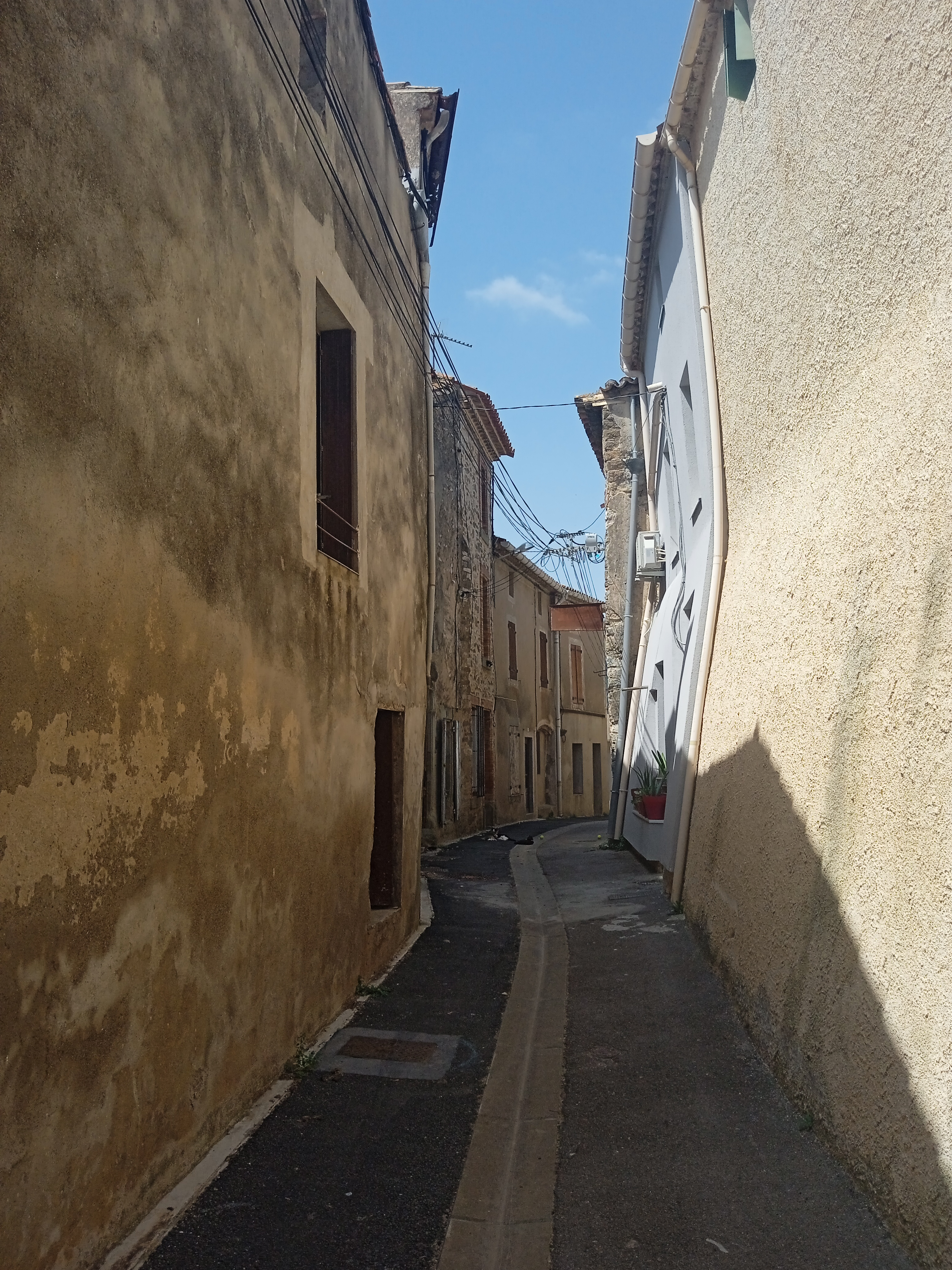
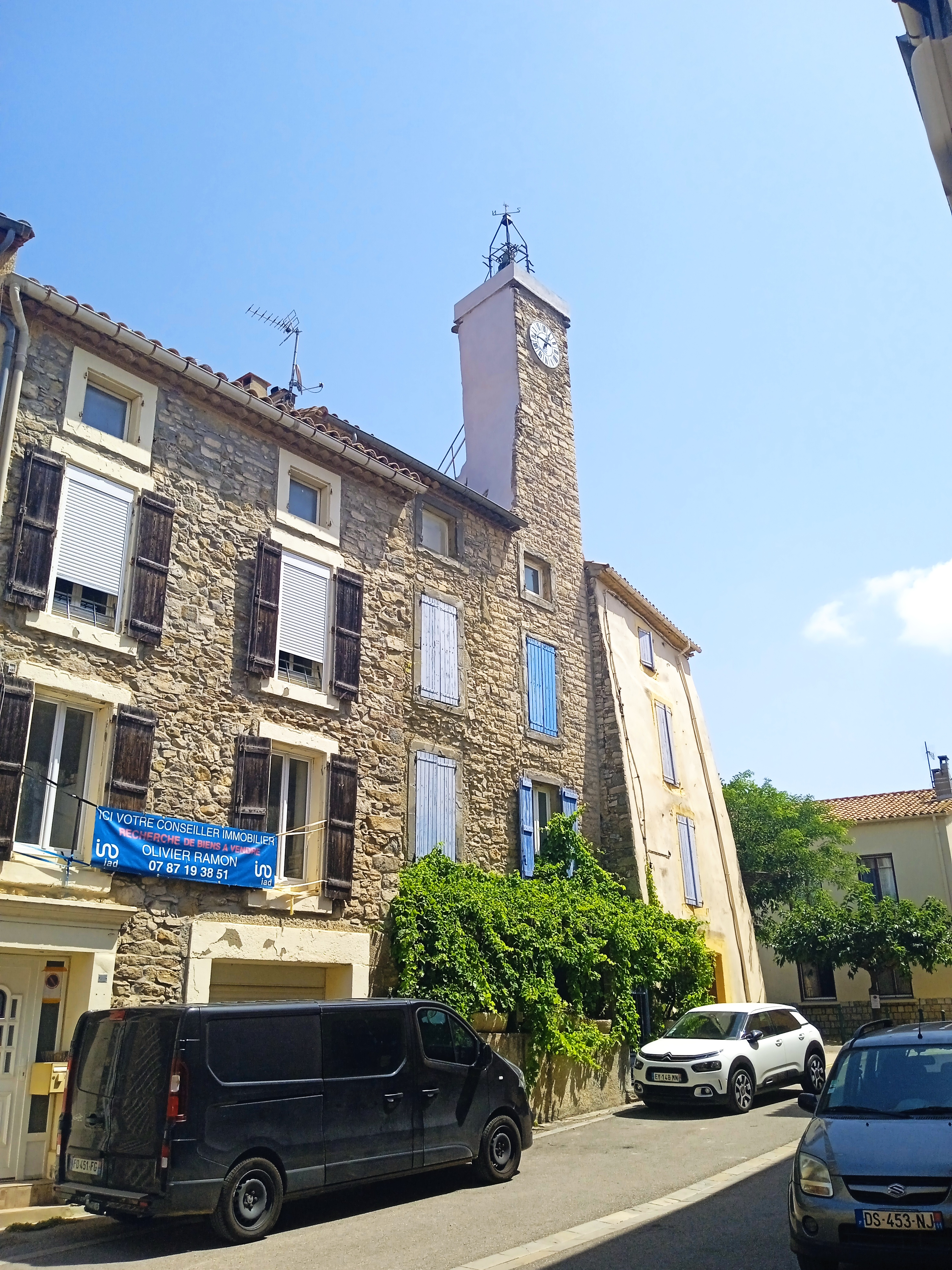
Sainte-Valière (horloge).
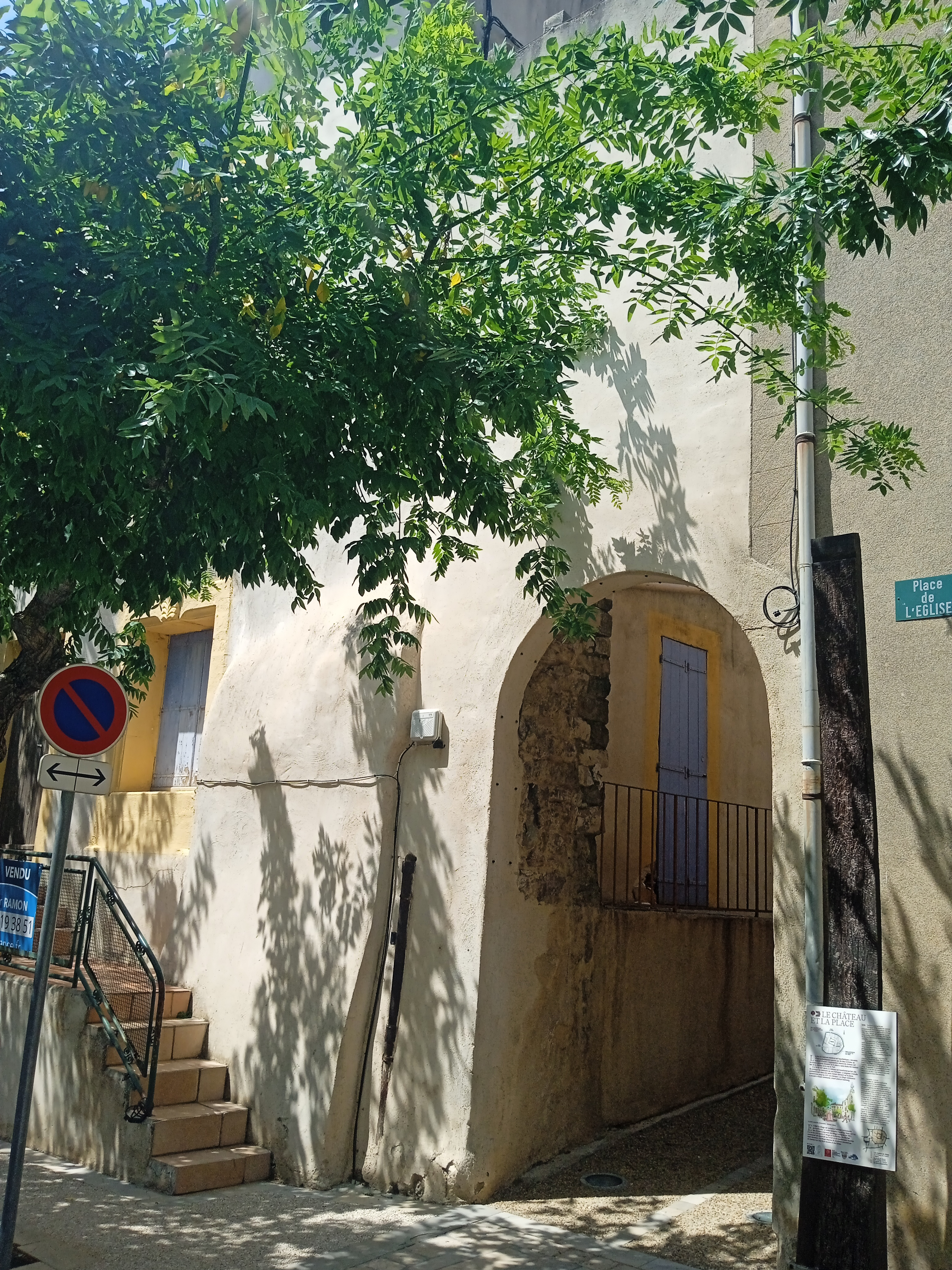
Porte des anciens remparts de Sainte-Valière.

- Monument aux morts. En granit, il est issu des ateliers Rombaux-Roland de Jeumont.

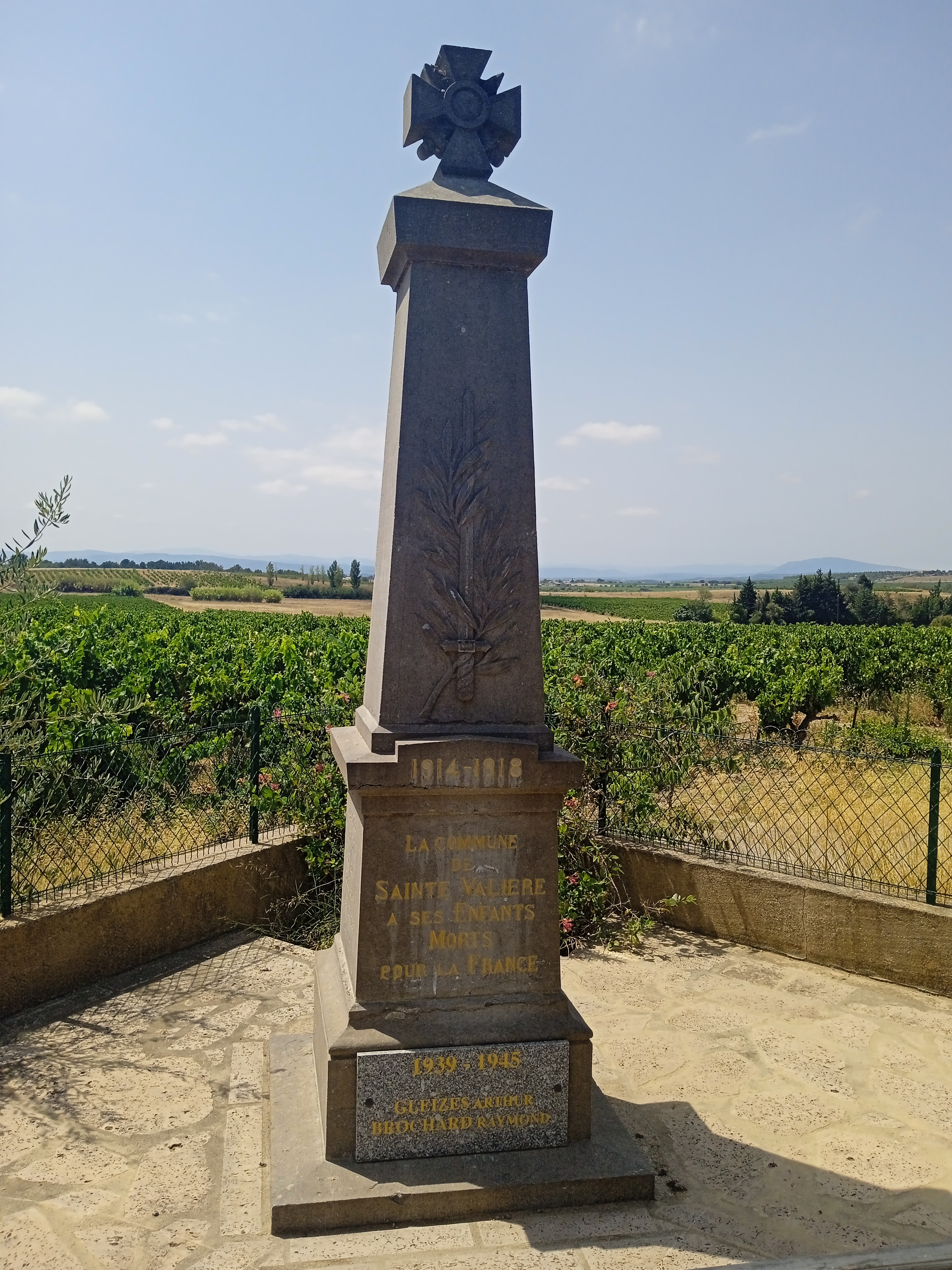
Monument aux morts de Sainte-Valière.
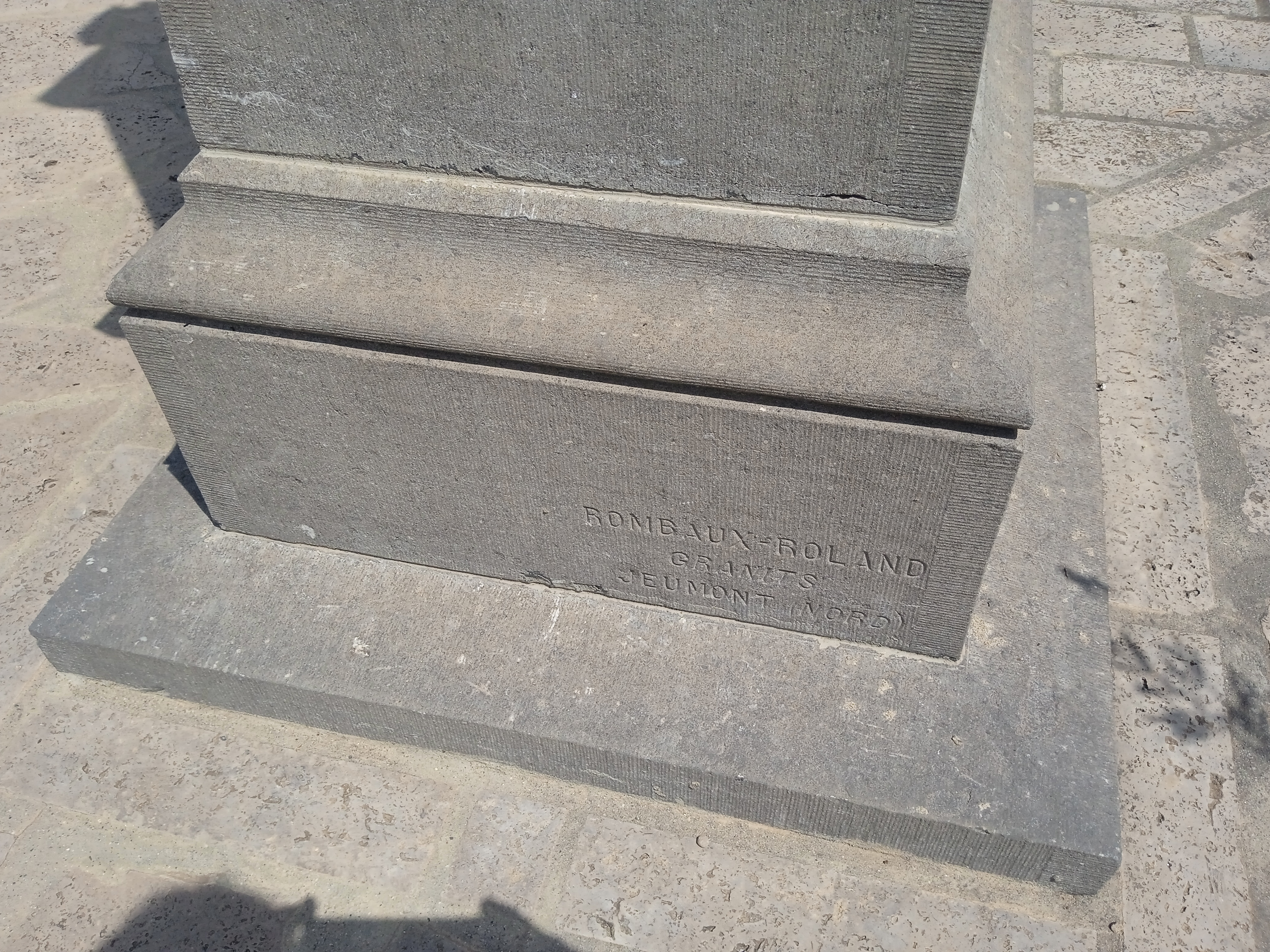
Socle du monument aux morts, atelier Rombaux-Roland.

### Personnalités liées à la commune
- Olivier de Termes (1200-1274), seigneur de Termes et de Sainte-Valière.

### Héraldique
| Blason de Sainte-Valière | Blason  | D'hermine à une fasce fuselée d'or et de gueules. |
| Blason de Sainte-Valière | Détails | Le statut officiel du blason reste à déterminer.  |

## Pour approfondir